# Bernhard Arp Sindberg
Berhard Arp Sindberg (19. februar 1911 i Aarhus – 1983 i USA) af kineserne også kaldet "Mr. Xin", "vor frelser",  "den skinnende Buddha" og "den største dansker", var født i Aarhus og drog ud i verden som 17-årig og levede det meste af sit liv i USA, hvor han også døde.
Hans udlængsel bragte ham vidt omkring i verden, bl.a. til Kina, hvor han var en af de få udlændinge der blev vidne til Nanjingmassakren, hvor ca. 300.000 mennesker døde. Han forholdt sig dog ikke passiv til grusomhederne, og senere har hans billeder, breve og oplevelser spillet en rolle i forståelsen af massakren. Hans meget aktive indsats reddede ca. 6000 kinesere fra en grusom skæbne, hvilket han er blevet hædret for flere gange blandt andet med titlen "en ven af Kina".
Hans udlængsel ses allerede i barndomsårene, hvor han stak af som 2-årig med en nisse under armen, men han blev dog fundet og fulgt hjem igen. Anden gang han stak af var på cykel, og her nåede han halvvejs gennem landet. Tredje gang nåede han endnu længere og blev først stoppet på Amerika-damperen i Hamburg. Som 17-årig kunne familien ikke længere holde på ham, og han drog til USA i tre år og vendte derefter hjem. Han meldte sig til Fremmedlegionen, men blev skuffet over menneskene og de hårde anstrengelser i Marokkos ørken, og efter 10 måneders tjeneste stak han af op i bjergene og videre ud af landet som blind passager på et skib.
Han ankom til Kina i 1934 som blind passager på et dansk handelsskib, lukket inde og lagt i håndjern i skibets detention efter et par højlydte skænderier og håndgemæng med styrmanden om bord. Bernhard slap dog for videre tiltale og havde derefter flere forskellige jobs i Kina, blandt andet demonstrerede han danske rifler for kineserne. Arbejdet for Dansk Rekyl Riffel Syndikat ebbede dog ud, da Japan allerede var begyndt at indtage Kina under den 2. kinesisk-japanske krig, og den danske regering ville ikke genere japanerne. Da japanerne indtog Shanghai, blev Bernhard hyret som chauffør for den engelske journalist Philip Pembroke Stephens, der arbejdede for The Daily Telegraph. De kørte Shanghai rundt og beskrev urolighederne de næste par måneder. En dag var de kravlet op i et vandtårn for at se på japanernes flyangreb på byen, og her blev Pembroke Stephens dræbt af en maskingeværsalve fra et japansk fly.
Det danske firma FLSmidth & Co. A/S var på daværende tidspunkt ved at opføre en cementfabrik i den daværende kinesiske hovedstad Nanjing og ville gerne beskytte deres investering mod japanernes hærgen, så de hyrede Bernhard som vagtmand. Jobbet var livsfarligt, men meget godt betalt. Bernhard ankom til Nanjing 2. december 1937 og der mødte han den eneste anden udlænding på fabrikken, tyskeren Karl Gunther, og efter kun 11 dage ankom japanerne og grusomhederne begyndte.
Bernhard drog rundt i Nanjing og omegn og dokumenterede med sit kamera, hvad der skete. Beviserne, blegnede sorthvide fotos og hans egne kommentarer dertil, er samlet i et fotoalbum, som i dag befinder sig på et museum i Texas.
Bernhard og Karl undgik japanernes bombardement ved at flage med det danske Dannebrog og det tyske hagekorsflag, og det var to flag som japanerne havde respekt for og ikke var i krig med. Det fandt de civile kinesere hurtigt ud af, og snart strømmede de til fabrikken og det nærliggende Quixa-tempel. Bernhard og Karl tog dem ind, oprettede et interimistisk hospital og risikerede liv og lemmer, da de igen og igen kørte ud for at skaffe mad og medicin og forsyninger fra Røde Kors til flygtningene. Efter seks uger bedredes forholdene dog for de lokale, men angrebene og myrderierne holdt ikke op, men aftog kun. Inde på fabrikkens område kæmpede flygtningene mod sygdomme, kulde og sult. Men også Bernhard var under pres. De japanske soldater i byen havde et ondt øje til ham. Efter ca. tre måneder var japanernes tålmodighed slut og Bernhard blev afskediget og sendt til Shanghai, hvor han tog et skib til Europa. Ved sin ankomst til Europa i 1938 blev Bernhard afhentet af sin far i Italien. På vej hjem tog de omkring Genève, hvor Bernhard af en kinesisk delegation blev takket og tildelt hædersbevisninger for sin indsats. Han ønskede dog ikke presseomtale, da Geneve var delvist fransk, og han var i risiko for at blive anholdt som desertør fra Fremmedlegionen.
Bernhard emigrerede senere til USA, tog styrmandseksamen, og gik ind i den amerikanske handelsflåde. I USA levede han resten af sit liv, uden at blive gift eller få børn og døde i Californien i 1983.
I handelsflåden udmærkede han sig også. Hans søster, Bitten Stenvig Andersen, har et dokument, hvor præsident Harry S. Truman takker ham for hans indsats i flåden under Anden Verdenskrig; det fremgår dog ikke af dokumentet hvorfor. Bitten Andersen har været i Kina flere gange for at modtage hæder på hans vegne efter hans død, og hun har også mødt overlevende, som har fortalt detaljer om Bernhards indsats. En af dem, Wang Yongli, opholdt sig 100 dage på cementfabrikken som teenager. Til avisen China Daily, sagde han om Berhard Sindberg:
| Citat | ...Uden hans hjælp havde vi ikke haft nogen chance for at overleve. Vi håber, at godheden i folk som Sindberg vil leve videre. | Citat |
|       | |       |

På Bitten Andersens initiativ har rosenforædleren, Rosa Eskelund, navngivet en af sine gule roser; ”Nanjing Forever – the Sindberg Rose”. Det er meningen at den skal vokse i bedene uden for The Nanjing Mermorial Hall til minde om Bernhard Sindberg, og de kinesere, han reddede fra massakren.
I 2019 blev Sindberg hyldet med en statue i Mindeparken i Aarhus.

## Yderligere læsning
- Sindberg. Den danske Schindler og Nanjing-massakren 1937-38. Af Peter Harmsen. Se boganmeldelse på historie-online.dk
- The rape of Nanjing. Nanjing massakren. Af Iris Chang. ISBN 0-14-027744-7 Se boganmeldelse på historie-online.dk
- 1937-1938 A Dane in Bloodstained Nanjing – Testimony on Humanity and Violence.
- The Nanjing Massacre in History and Historiography. Af Joshua Fogel. Berkeley: University of California Press, 2000. ISBN 0-520-22007-2